# Rue Gaillon
La rue Gaillon est une voie du 2e arrondissement de Paris, située dans le quartier de Gaillon.

## Situation et accès
La rue Gaillon relie l’avenue de l’Opéra à la rue Saint-Augustin. Elle est accessible par la station Opéra (lignes 3, 7 et 8 du métro de Paris) et à proximité immédiate de plusieurs lignes de bus.

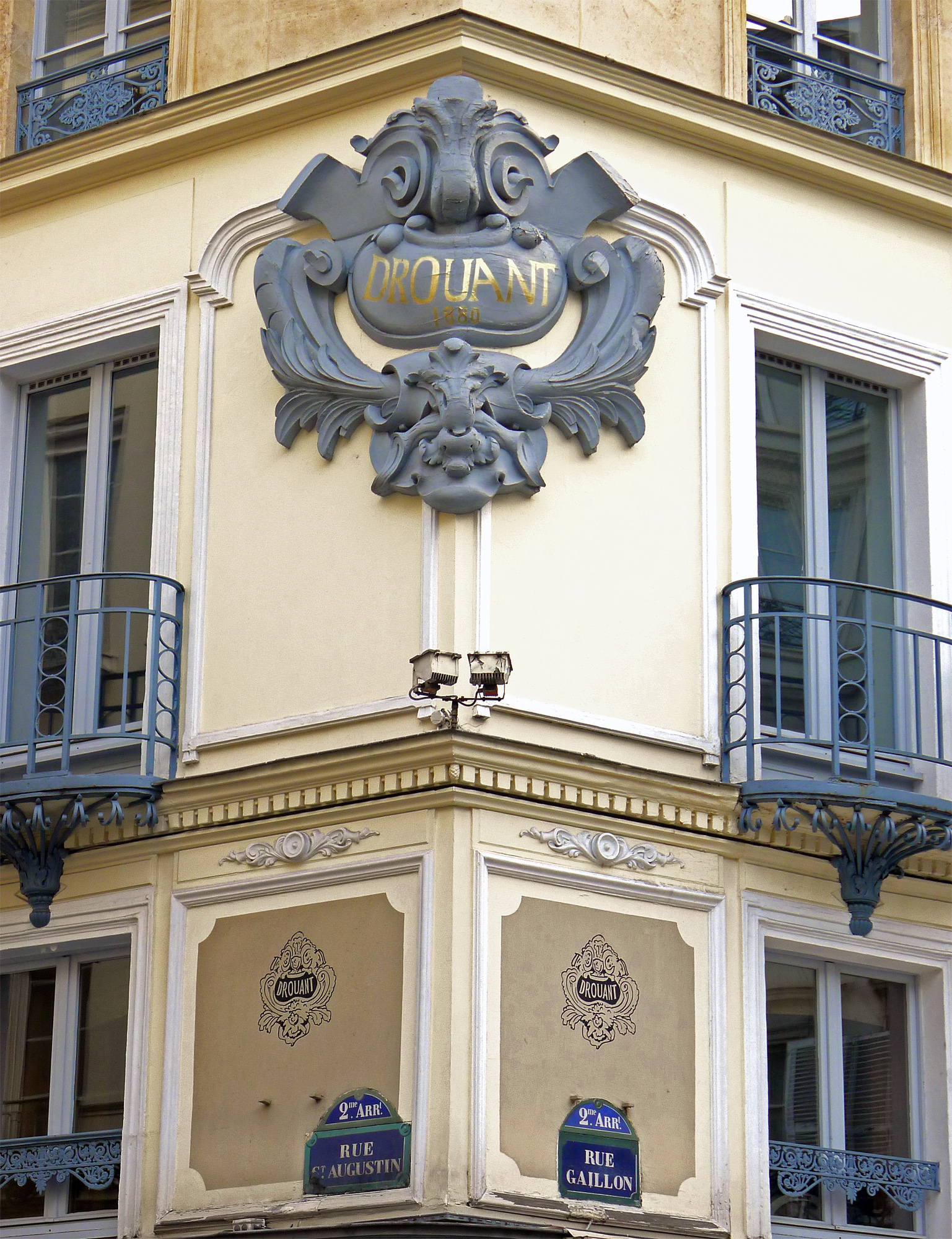
Le restaurant Drouant.

## Origine du nom
La rue tient son nom de l’hôtel de Gaillon, propriété seigneuriale détruite au XVIIe siècle, qui fut remplacée par l’église Saint-Roch.

## Historique
Mentionnée dès 1495 sous le nom de « ruelle Michaut-Riegnaut », puis « rue Michaut-Regnaut » en 1525, cette voie doit son nom à un voiturier y possédant une maison et un jardin.
Elle est désignée « rue de Gaillon » dans un manuscrit de 1636. En 1678, elle prend officiellement ce nom. À cette époque, elle reliait la rue Saint-Honoré à la porte Gaillon, ancienne porte de l’enceinte de Louis XIII, située près de l’actuel boulevard des Italiens.
La porte est démolie en 1700. Un arrêt du Conseil du 3 juillet 1703 réduit la rue à sa portion entre l’actuelle avenue de l’Opéra et la rue Saint-Augustin.
La portion de la rue Saint-Honoré à la rue Neuve-des-Petits-Champs portait auparavant les noms de « rue de Lorges » et « rue Neuve-Saint-Roch ». En 1630, la rue Saint-Roch est détachée de la rue Gaillon.
Durant la Révolution française, la rue fut brièvement renommée « rue de la Montagne ».

## Bâtiments remarquables et lieux de mémoire
- no 8 : Franz Reichelt, tailleur et inventeur, y résida. Il réalisa dans la cour de l’immeuble plusieurs essais de son costume-parachute avant de se tuer en le testant depuis le premier étage de la tour Eiffel en 1912.
- no 18 : Le célèbre restaurant Drouant, fondé en 1880, siège du jury du Prix Goncourt depuis 1914. Le bâtiment fut autrefois une boucherie célèbre, la boucherie Flesselle, réputée pour ses défilés carnavalesques avec des bœufs décorés[2].
- Claude Douet (1698–1778), fermier général, y posséda une résidence. Il participa au financement de la prestigieuse édition illustrée des Fables de La Fontaine, gravée par Charles-Nicolas Cochin en 1762, dite des Fermiers généraux.

## Personnalités liées
- Franz Reichelt (1878-1912), inventeur autrichien, mortellement connu pour son saut en costume-parachute depuis la Tour Eiffel.
- Claude Douet, haut fonctionnaire et mécène du XVIIIe siècle.

## Pour approfondir